# Kabarore
Kabarore è un comune del Burundi situato nella provincia di Kayanza con 62.303 abitanti (censimento 2008).

## Geografia antropica

### Suddivisioni amministrative
Il comune è suddiviso in 37 colline.